# Памятник Артёму (Донецк)
Памятник Артёму — установлен в Ворошиловском районе Донецка на пересечении улицы Артёма с проспектом Мира.
Памятник сооружен в 1967 году к пятидесятилетию Советского государства в честь Фёдора Андреевича Сергеева (Артёма), революционера, советского государственного и партийного деятеля, основателя Донецко-Криворожской республики, председателя Донецкого губисполкома.
Авторы памятника — скульптор Владимир Макарович Костин, а также архитекторы Н. К. Яковлев и Н. М. Поддубный. Участие в создании памятника принимали коллективы 90 предприятий и организаций.
Постамент выполнен из каранского гранита. Памятник представляет собой бронзовую скульптуру Артёма в полный рост. Вес скульптуры 16 тонн. Высота скульптуры — шесть метров. Общая высота памятника — десять с половиной метров.
Скульптура изнутри полая и состоит из блоков. Блоки соединены с нарушением технологии: так как у блоков не было предусмотрено выступов для соединения штифтами внутри блоков по периметру сечения поставили стальные переходные пластинки, которые соединили при помощи штифтовых пар. Снаружи блоки заварили, но сварка только скрывает соединения, а не скрепляет блоки. Таким образом 16-тонный памятник держится только на закладных деталях, которые несут всю нагрузку.

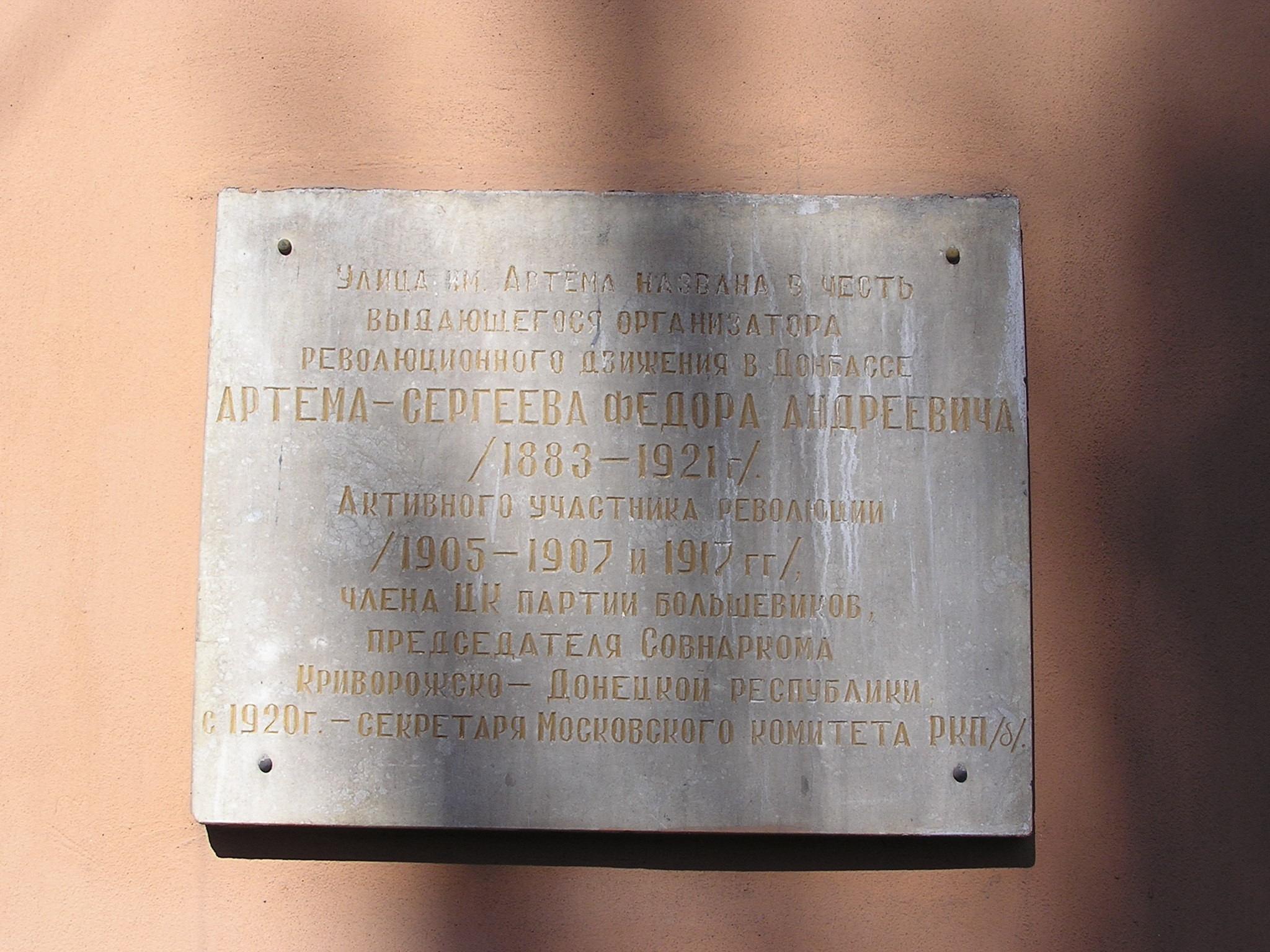
Аннотационная доска на улице Артёма